# Peteroma dastona
Peteroma dastona là một loài bướm đêm trong họ Noctuidae.